# Spala Korinna
Spala Korinna (Sárospatak, 1977. augusztus 21. –) Harangozó Gyula-díjas magyar táncművész, koreográfus.

## Életútja
2000-ben diplomázott a Szent István Egyetem Jászberényi Főiskolai Karán művelődésszervezőként. A Magyar Táncművészeti Főiskola néptánc-színházi tagozatán 2001-ben, majd a moderntánc-pedagógus szakon 2004-ben szerzett diplomát. 
Tagja volt a Honvéd Táncszínháznak, és a Budapest Táncszínháznak. 1999 és 2001 között a Szegedi Kortárs Balettben táncolt. 2001 augusztusától a Pécsi Balett magántáncosa. 

## Díjai
- Gogollak-díj (1999)
- Fülöp Viktor ösztöndíj – modern tánc (2001)
- Philip Morris Magyar Balett díj – junior kategória (2004)
- Magyar Táncművészek Szövetségének szakmai nívódíja – Az évad legjobb női táncosa (2005)
- Harangozó Gyula-díj (2006)
- Fringe Fesztivál, fődíj az Ellentétek vonzásában című darabért (2008)